# Platycnemis
Platycnemis és un gènere d'odonats zigòpters de potes amples i de cap ample amb els ulls separats, de la família Platycnemididae.
A Europa només Platycnemis té cinc espècies, de les quals tres es poden trobar als Països Catalans:
- Polaines blau (Platycnemis pennipes)
- Polaines ruborós (Platycnemis acutipennis)
- Polaines lívid (Platycnemis latipes)

## Taxonomia
El total d'espècies és:
- Platycnemis acutipennis (Selys, 1841)
- Platycnemis agrioides (Ris, 1915)
- Platycnemis alatipes (McLachlan, 1872)
- Platycnemis aurantipes (Lieftinck, 1965)
- Platycnemis bilineata (Bartenev, 1919)
- Platycnemis congolensis (Martin, 1912)
- Platycnemis dealbata (Selys in Selys & Hagen, 1850)
- Platycnemis echigoana (Asahina, 1955)
- Platycnemis foliacea (Selys, 1886)
- Platycnemis foliosa (Navás, 1932)
- Platycnemis guttifera (Fraser, 1950)
- Platycnemis hova (Martin, 1908)
- Platycnemis kervillei (Martin, 1909)
- Platycnemis latipes (Rambur, 1842)
- Platycnemis longiventris (Schmidt, 1951)
- Platycnemis malgassica (Schmidt, 1951)
- Platycnemis melanus (Aguesse, 1968)
- Platycnemis nitidula (Brullé, 1832)
- Platycnemis nyansana (Förster, 1916)
- Platycnemis pennipes (Pallas, 1771)
- Platycnemis phasmovolans (Hämäläinen, 2003)
- Platycnemis phyllopoda (Djakonov, 1926)
- Platycnemis pierrati (Navás, 1935)
- Platycnemis protostictoides (Fraser, 1953)
- Platycnemis pseudalatipes (Schmidt, 1951)
- Platycnemis rufipes (Selys, 1886)
- Platycnemis sanguinipes (Schmidt, 1951)
- Platycnemis sikassoensis (Martin, 1912)
- Platycnemis subdilatata (Selys, 1849)

## Galeria

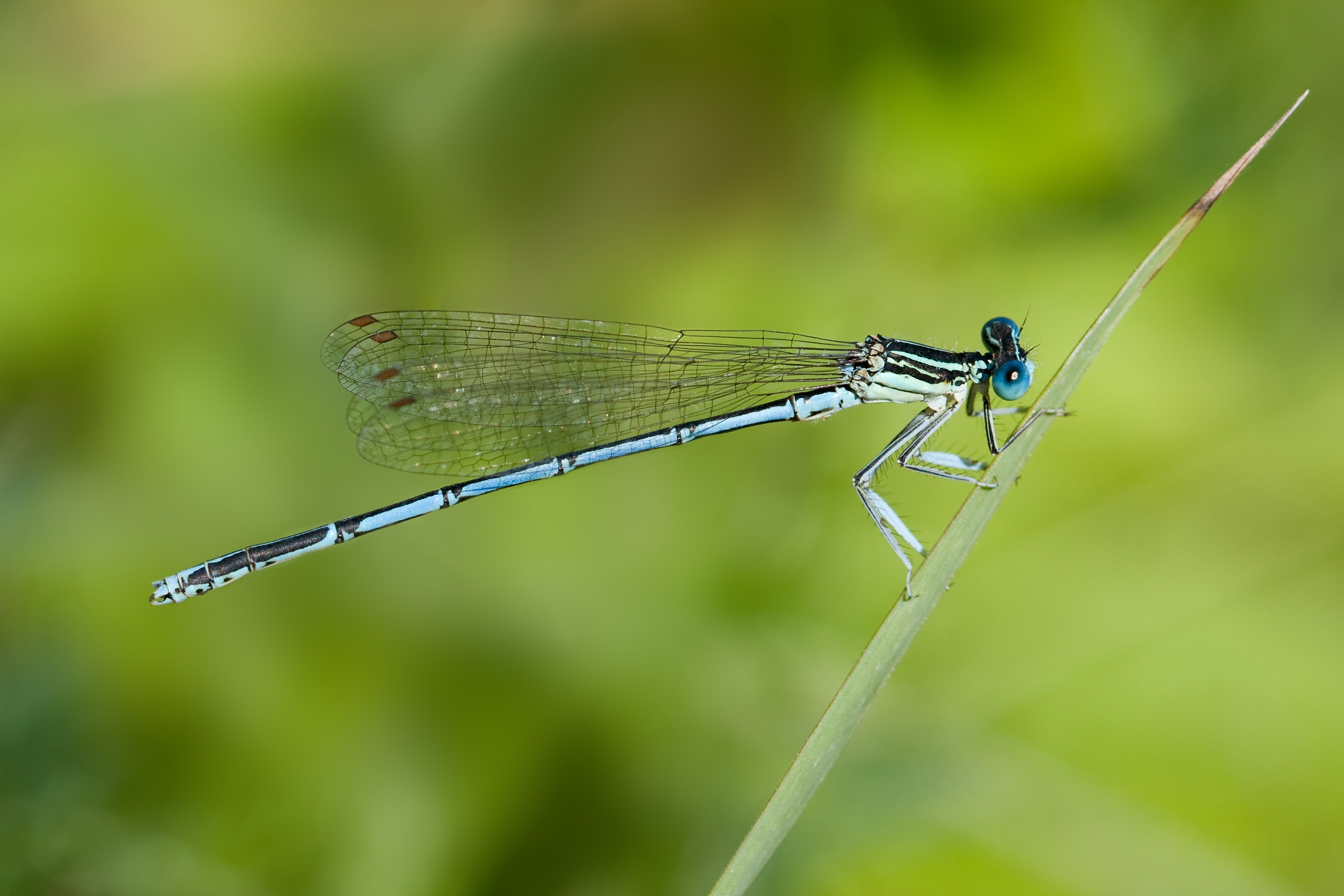
Platycnemis pennipes
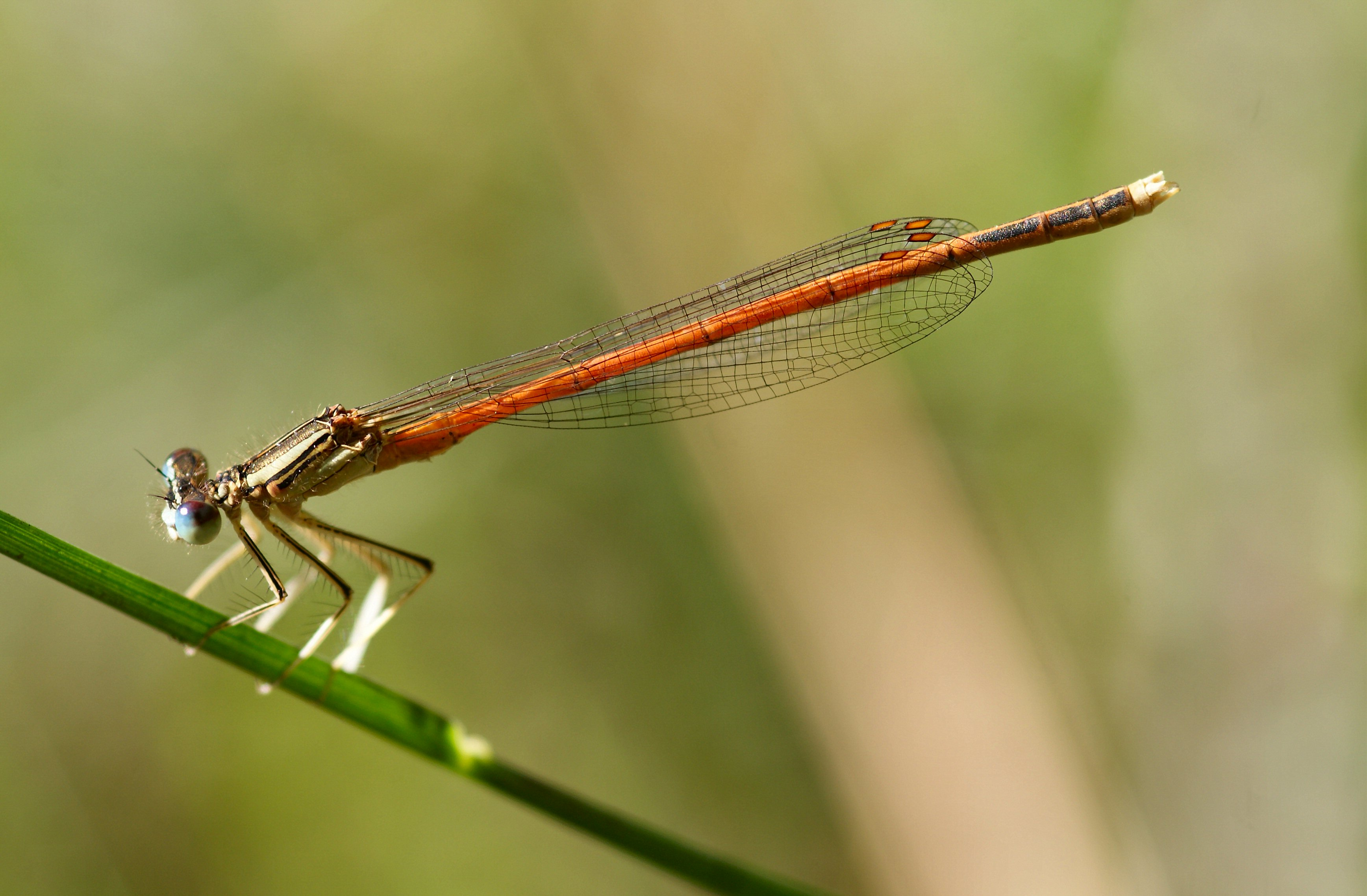
Platycnemis acutipennis
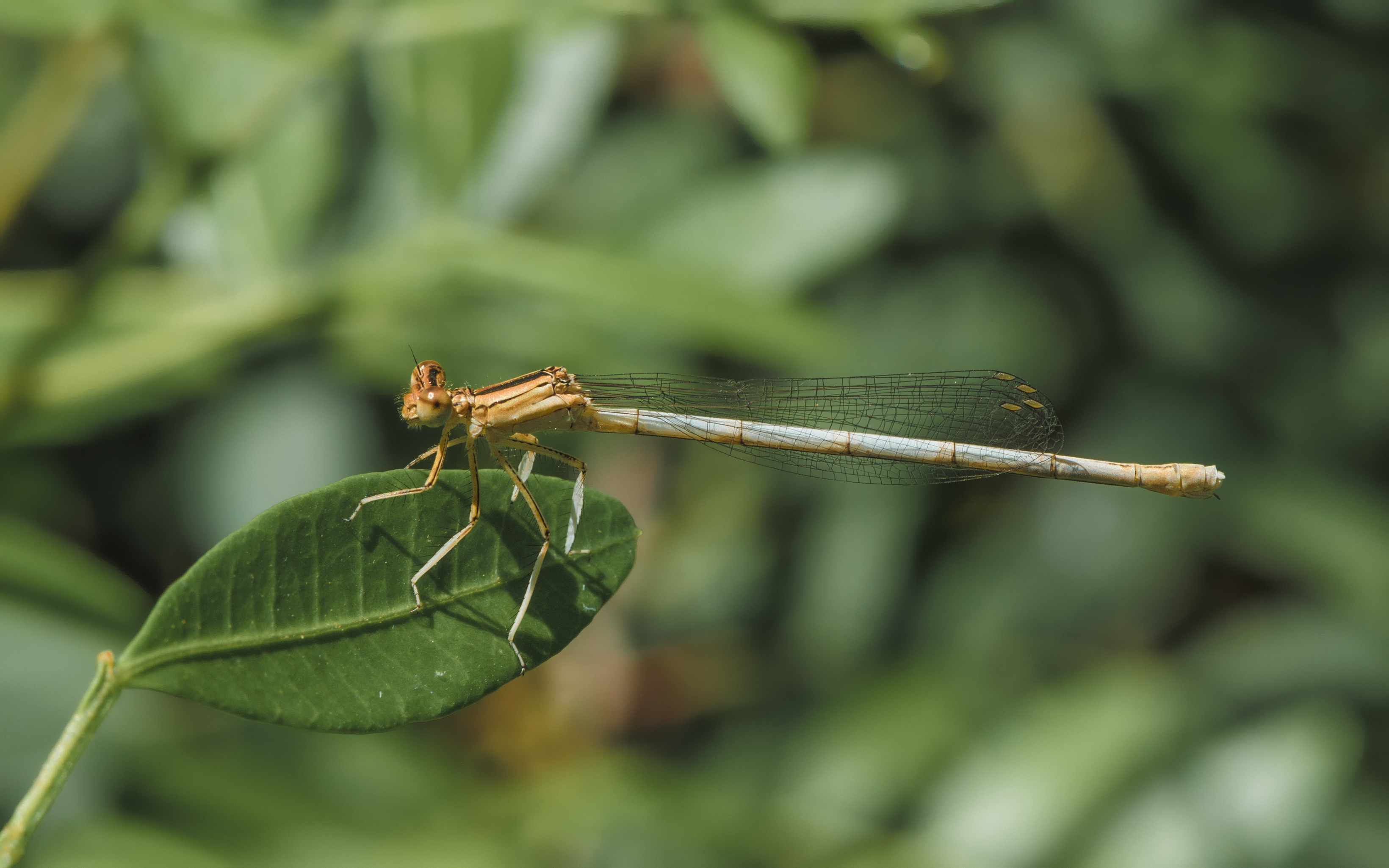
Platycnemis latipes
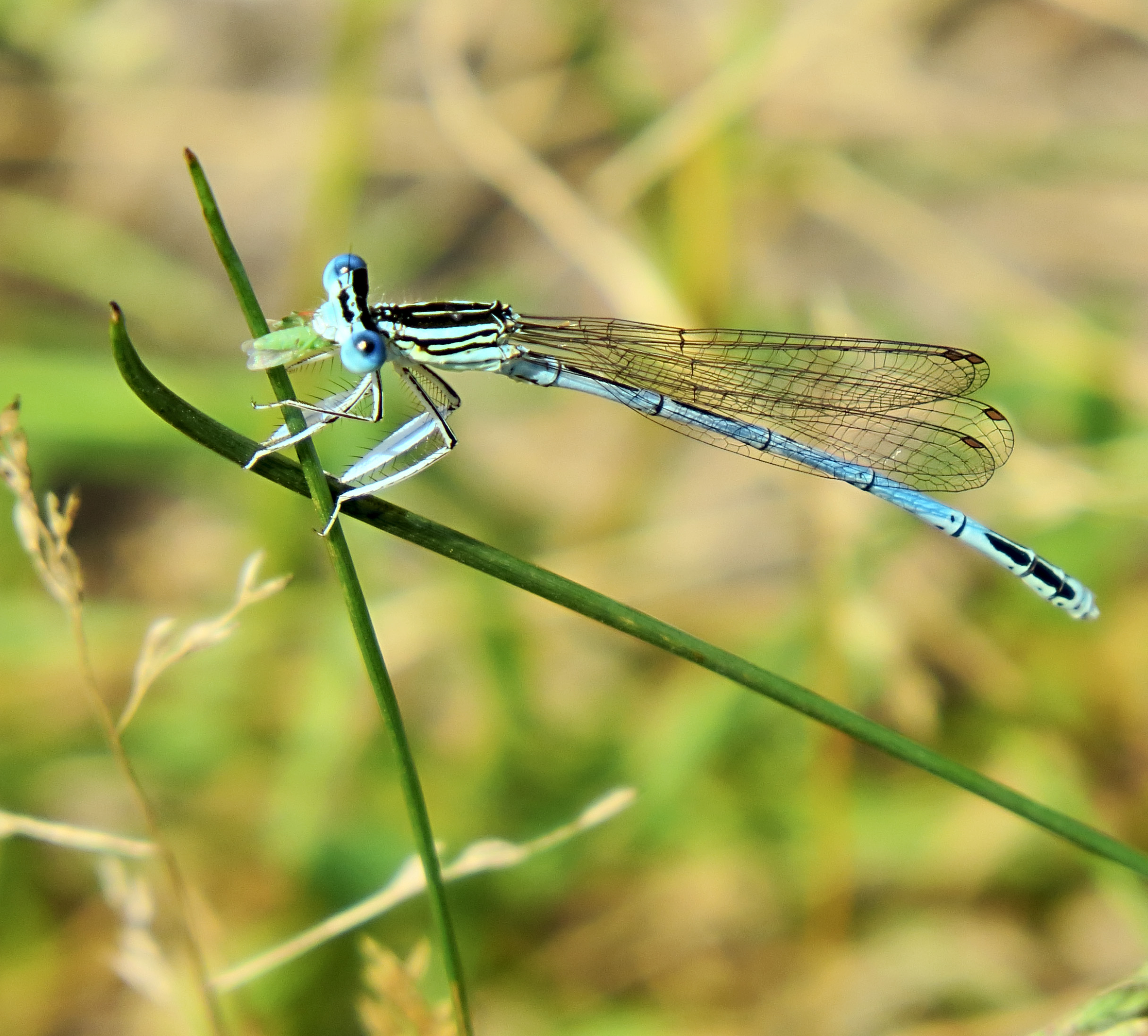
Platycnemis latipes